# گمینا ژابنو
گمینا ژابنو (به لهستانی:  Gmina Żabno) یک گمینا در لهستان است که در شهرستان تارنوف واقع شده‌است. گمینا ژابنو ۱۰۴٫۸۲ کیلومتر مربع مساحت و ۱۸٬۸۴۶ نفر جمعیت دارد.